# 南兰陵郡
南兰陵郡，刘宋时改兰陵郡置。兰陵郡为东晋初年侨郡，治所在兰陵县（今江苏省常州市武进区西北万绥镇）。
晋朝八王之乱后，五胡乱华，中原大地经历惨烈血腥的反复厮杀，大批士族衣冠南渡，在江南设置的侨郡。在今日常州市武进区丹阳附近，今日常州市别名中即有兰陵一说。兰陵萧氏遗迹较多，有万绥戏楼，访仙桥萧氏宗祠，丹阳陵口胡桥一带南朝石刻。
江南出现“兰陵”一名始于晋元帝渡江后。当时，东晋元帝以“江乘县”（范围约在今南京市栖霞区和句容市北部）侨置“南兰陵”等郡。
南齐时，南兰陵郡被裁并，“兰陵县”、“承县”与江乘县、临沂县、南谯州同属南琅邪郡，郡治白下城（在今南京市）。南梁天监元年（502年）夏四月，“复南兰陵（于）武进县”，“改南东海为兰陵郡”。南陈改南兰陵郡为东海郡。隋灭陈后，废东海郡及兰陵县。
李白诗“兰陵美酒郁金香”。南北兰陵都有封缸酒的遗俗。

## 人口
- 宋孝武帝大明八年（464年），南蘭陵郡有1593戶、10634口。[2]

## 行政長官

### 蘭陵太守（－420年）
- 李閎，晉成帝咸和三年（328年）見任。[3]

### 南蘭陵太守（420年－490年代）
- 劉彧，字休炳，小字榮期，彭城人，宋孝武帝元嘉三十年（453年）至孝建元年（454年）在任。[4]
- 王道隆，吳興烏程人，宋明帝泰始元年（465年）至宋後廢帝元徽二年（474年）在任。[5]
- 劉靈遺，襄陽人，宋後廢帝元徽二年（474年）領。[6]
- 桓康，北蘭陵承人，宋順帝昇明元年（477年）帶。[7]
- 蕭諶，字彥孚，南蘭陵蘭陵人，齊武帝永明二年（484年）至十一年（493年）在任。[8]
- 徐雄，东莞姑幕人，南齊時在任。[9]

### 南蘭陵太守（502年－558年）
- 王僧孺，字僧孺，東海郯人，梁武帝天監中在任。[10]
- 王泰，字仲通，琅邪臨沂人，梁武帝天監十六年（517年）前後在任。[11]
- 王份，字季文，琅邪臨沂人，梁武帝天監、普通之際在任。[11]
- 孔休源，字慶緒，會稽山陰人，梁武帝普通初在任。[12]
- 褚球，字仲寶，河南陽翟人，梁武帝普通四年（523年）出任。[13]
- 張纘，字伯緒，范陽方城人，梁武帝大通二年（528年）至三年（529年）在任。[14]
- 張綰，字孝卿，范陽方城人，梁武帝中大通初在任。[14]
- 謝徵，字玄度，陳郡陽夏人，梁武帝中大通六年（534年）至大同二年（536年）在任，卒官。[15]
- 褚球，字仲寶，河南陽翟人，梁武帝大同中在任。[13]
- 徐度，字孝節，安陸人，梁元帝承聖中在任。[16]
- 周文育，字景德，義興陽羨人，梁元帝承聖中在任。[17]
- 侯安都，字成師，始興曲江人，梁敬帝紹泰元年（555年）離任。[17]
- 程靈洗，字玄滌，新安海寧人，梁敬帝紹泰元年（555年）至二年（556年）在任。[18]
- 蕭濟，字孝康，南蘭陵蘭陵人。[19]